# Atakama
Atakama — российская ню-метал-группа с экстремальным женским вокалом, образованная летом 2004 года. Двукратный лауреат Московской премии альтернативной музыки «Moscow Alternative Music Awards».
Фронтвумен Екатерина Семёнова исполняла как «чистые» вокальные партии, так и грубые мужские скрим и гроулинг, которые зачастую сочетались с речитативом.

## История
Группа Atakama была образована летом 2004 года. Практически сразу был создан стартовый материал, с которым группа начала выступать в московских рок-клубах, преимущественно в рамках небольших тематических фестивалей. Atakama, на первых порах, ориентировалась на стандартный набор для «альтернативы», ню-металлические рифы, низкий строй, вокал с вкраплениями речитатива и вошедшие в моду элементы экстремального вокала (гроул и скрим). Но, при этом, группа имела оригинальные отличительные элементы, доступные не всем коллегам. Во первых в ранних песнях явно прослеживается некая эклектичность, наводящая на ассоциации с экзотическим названием группы, а во вторых, и это пожалуй основное, экстремальный и обычный вокал в группе исполнялся исключительно девушкой-вокалисткой, а речитатив, стандартно для альтернативных групп, лежал на вокалисте.
В первоначальный состав группы входили:
- Екатерина «Эка» Семёнова — Вокал, Гроулинг, Скриминг, MC
- Евгений «Jin» Семёнов — Гитара
- Виталий «Vitall» Ходыко — MC
- Александр «Slash» Хохлов — Барабаны

Песни писались общими усилиями всех участников, даже тексты приносили все, кто мог их сочинить. Так, например, текст одного из первых хитов «Холодное сердце» был придуман барабанщиком Александром Хохловым. Несколько песен были написаны общими усилиями вокалистов, а для одной из композиций текст был подарен подругой музыкантов. Но основным текстовиком в группе с самого начала был Евгений «Jin» Семёнов, на плечах которого лежала и большая часть аранжировок. Первые демозаписи делаются сразу по готовности материала.
Через примерно год активной творческой деятельности группу покинули вокалист Виталий Ходыко (в первое время продолжая принимать участия в концертных выступлениях, до появления замены) и барабанщик Александр Хохлов. Место барабанщика практически сразу занял Юрий «Кот» Макаров. А вот с вокалистом-мс начались проблемы. За год группа успела попробовать несколько МС, с кем-то ограничившись репетицией, с другими дав пару концертов. Один из таких временных участников, Сергей Назаренко (nikchine), оставил группе текст композиции «Самоубийца». Об этой песне участники группы позже отзывались неоднозначно, прекрасно понимая, что песня любима публикой, но является довольно «подростковой». Другой вокалист, Вячеслав «MC S» Козинов, проработал в группе довольно значительный период в 2006 году. Вместе с ним были написаны несколько новых вариантов текстов к уже существующим песням и началась запись дебютного альбома. В финальной стадии записи альбома начались ссоры в студии, в результате которых Вячеслав Козинов отказывается от дальнейшей работы с группой и забрал свои тексты с собой. Одна из песен при этом была записана полностью, но так и осталась не изданной, а просто была выложена в интернет. Полностью записанная музыка была рассчитана под вокальные партии покинувшего группу участника. Тексты он использовать не разрешил, а старые варианты текстов явно уже не подходили. В итоге были придуманы новые варианты вокально-текстовых подмен некоторых вставок, которые держались на ушедшем МС, полностью переписан один из текстов и некоторые речитативные партии, которые полностью легли на вокалистку, и вокал для альбома был дописан Катериной Семёновой единолично, с использованием обновлённых текстов, подготовленных общими усилиями. Один из самых ранних текстов, «Холодное сердце», должен был исполняться от мужского лица, поэтому для его исполнения был пришглашён вокалист группы СЛОТ Игорь «Кэш» Лобанов. 

### Теряя Себя (2007)
После ряда успешных концертов в клубах Москвы и реального подъёма интереса к себе со стороны публики, в начале 2007 года, группа Атакама выпускает сначала сингл «Самоубийца», а затем и полноценный альбом «Теряя себя», записанный на студии Capitel Studio и изданный на лейбле «Sound Age productions». Презентация альбома состоялась в марте 2007 года в Москве. Первый тираж альбома полностью расходится уже за первый месяц продаж. Летом того же года, на заглавную песню альбома снимается клип «Теряя Себя», который попадает в ротацию Российских телеканалов А1 и О2TV, а также канала Enter (Украина).
После выхода дебютного альбома состав группы больше никогда не менялся. И должности внутри группы тоже наконец-то распределились более понятно, в сравнении с ранним периодом, когда все делали всё, а потом собирали из этого песни.
После выхода первого альбома участники группы сосредоточились на повышении своего уровня как музыкантов, что привело к изменениям музыкальной составляющей на более сложную и техничную. Материал второго альбома получался значительно тяжелее и цельнее. Кроме того работа над новым материалом шла гораздо энергичнее, чем над дебютом. В ход шли заготовки сделанные параллельно с записью «Теряя себя» и велось планомерное создание новых композиций.

### Ты (2008)
Весной 2008 группа выпускает первый промосингл «Ты» к грядущему второму полноформатному альбому. Трек который также входит в сборник «Extreme Girlzz Fest», изданный лейблом A-ONE Records, специально к новой серии одноимённого ежегодного фестиваля, постоянными участниками которого являются ведущие альтернативные группы с женским вокалом Slot, Tracktor Bowling, Louna, Atakama. На самом первом живом исполнении, ещё до издания, песня «Ты» вызвала довольно сильную реакцию среди слушателей группы, что и послужило поводом к записи, ещё до начала студийной работы над альбомом. Таким образом сингл «Ты» отличается по звучанию от будущей альбомной версии.
В этот же период группа представила публике второй потенциальный хит, композицию «Тихо», также очень хорошо принятую. Но запись этого трека оставили до начала работы над альбомом.

### Звезды (2009)
В начале 2009 года группа приступила к записи своего второго полноформатного альбома «ЗВЁЗДЫ», который, впоследствии, был отправлен на сведение в Astia Studio, Финляндия, знаменитому финскому звукоинженеру Anssi Kippo, работавшему с такими монстрами тяжёлой музыки, как Norther, Children of Bodom, To/Die/For. И наконец, в мае 2009 года, Atakama закончила работу над вторым полноформатным альбомом «ЗВЁЗДЫ». Релиз альбома состоялся на лейблах Chaotic Noiz (Soyuz Music) / ZZmusic. Презентация состоялась 23 мая 2009 года на третьем ежегодном фестивале «Extreme Girlzz Fest». И уже через месяц после релиза — в конце июня 2009 года, альбом «ЗВЕЗДЫ» получил премию в номинации «Альбом Года» на ежегодной премии альтернативной музыки MOSCOW ALTERNATIVE MUSIC AWARDS. В сентябре 2009 года публике был представлен второй видеоклип на песню «Тихо» — одну из самых узнаваемых песен группы, который победил в номинации «КЛИП ГОДА» на Moscow alternative music awards 2010.

### 2010 г.
К 2010 году в копилке группы было уже множество концертов в Москве и за её пределами. В апреле группа Atakama провела свой дебютный тур под названием «Кому ты хочешь верить?» по Украине и некоторым городам России. По истечении концертного сезона, в начале лета 2010-го было получено множество предложений поучаствовать в летних опен-эйерах в России, на Украине и в Белоруссии. Но в июле было принято решение приостановить концертную деятельность и отменить все запланированные концерты. По официальной причине для того, чтобы полностью посвятить себя к подготовке музыкального материала для третьего полноформатного альбома, релиз которого запланирован на осень 2012 года. На самом деле за этим решением стояли и личные-семейные мотивы участников группы.
Именно затянувшийся годичный перерыв поставил фактически крест на начавшемся активном подъёме группы.

### Другой мир (2011—2012)
Во время перерыва был наработан материал третьего альбома, затем группа вернулась с нечастыми концертами. Но все усилия повторного подъёма оказывались тщетными. Однако музыканты не унывали в творческом плане и закончили работу над третьим альбомом, получившимся ещё более серьёзным по звучанию и строению музыкальных композиций. Кроме того тексты, основная масса которых по прежнему писалась Евгением Семёновым, вышли на новый содержательный уровень. К сожалению, именно высокая сложность материала, сделала вышедший альбом менее успешным чем «Звёзды» 2009 года.
Третий студийный альбом «Другой мир» вышел в 2012 году, как релиз в свободном доступе. Альбом не удалось пристроить к издателям. Выход альбома предваряли три интернет-сингла: «Неоспоримая правда», «Мир не для нас» и «Герои».
На композицию «Неоспоримая правда» Владиславом Гаитовым был снят видеоклип.

### 2013 г.
Группа прекратила своё существование, разделившись на два независимых проекта: The Funeral Honors, куда вошли Вадим Русский и Юрий Макаров, а также Amely Sky, как творческий тандем Евгения Семёнова и Екатерины Семёновой. Условно можно считать именно проект Amely Sky продолжением Атакамы, но все бывшие участники напоследок заявляют, что допускают в будущем возможность возвращения оригинального коллектива к совместной деятельности.

## Состав

### Состав группы
- Екатерина «Эка» Семёнова — Вокал, Гроулинг, Скриминг, MC (с 2004)
- Евгений «Jin» Семёнов — Гитара (с 2004)
- Вадим «POOSHOCK» Русский — Бас-гитара (c 2005)
- Юрий «Кот» Макаров — Барабаны (c 2005)

### Бывшие участники
- Александр «Slash» Хохлов — Барабаны (2004—2005)
- Виталий «Vitall» Ходыко — MC (2004—2006)
- Вячеслав «MC S» Козинов — MC (2006)
- Сергей Назаренко[3]
- Алексей Шершнёв — гитара

## Дискография

### Demo
- 2005 — «Безымянное демо»

### Студийные альбомы
- 2007 — «Теряя Себя»
- 2009 — «Звёзды»
- 2012 — «Другой Мир»

### Синглы
- 2007 — «Самоубийца»
- 2008 — «Ты»
- 2011 — «Неоспоримая Правда»
- 2011 — «Мир не для нас»
- 2012 — «Герои»

### Видеоклипы
- 2007 — «Теряя Себя»
- 2009 — «Тихо»
- 2012 — «Неоспоримая Правда»